# Télapó

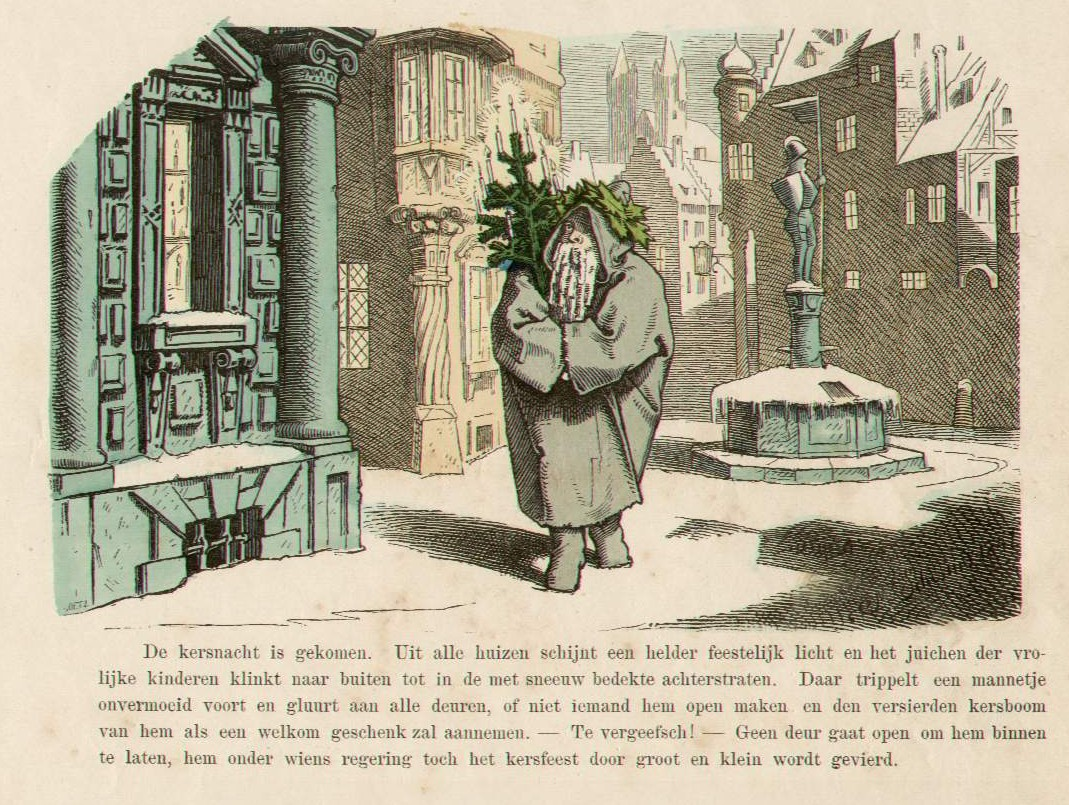
Moritz von Schwind Herr Winter, német meseillusztráció, 1847

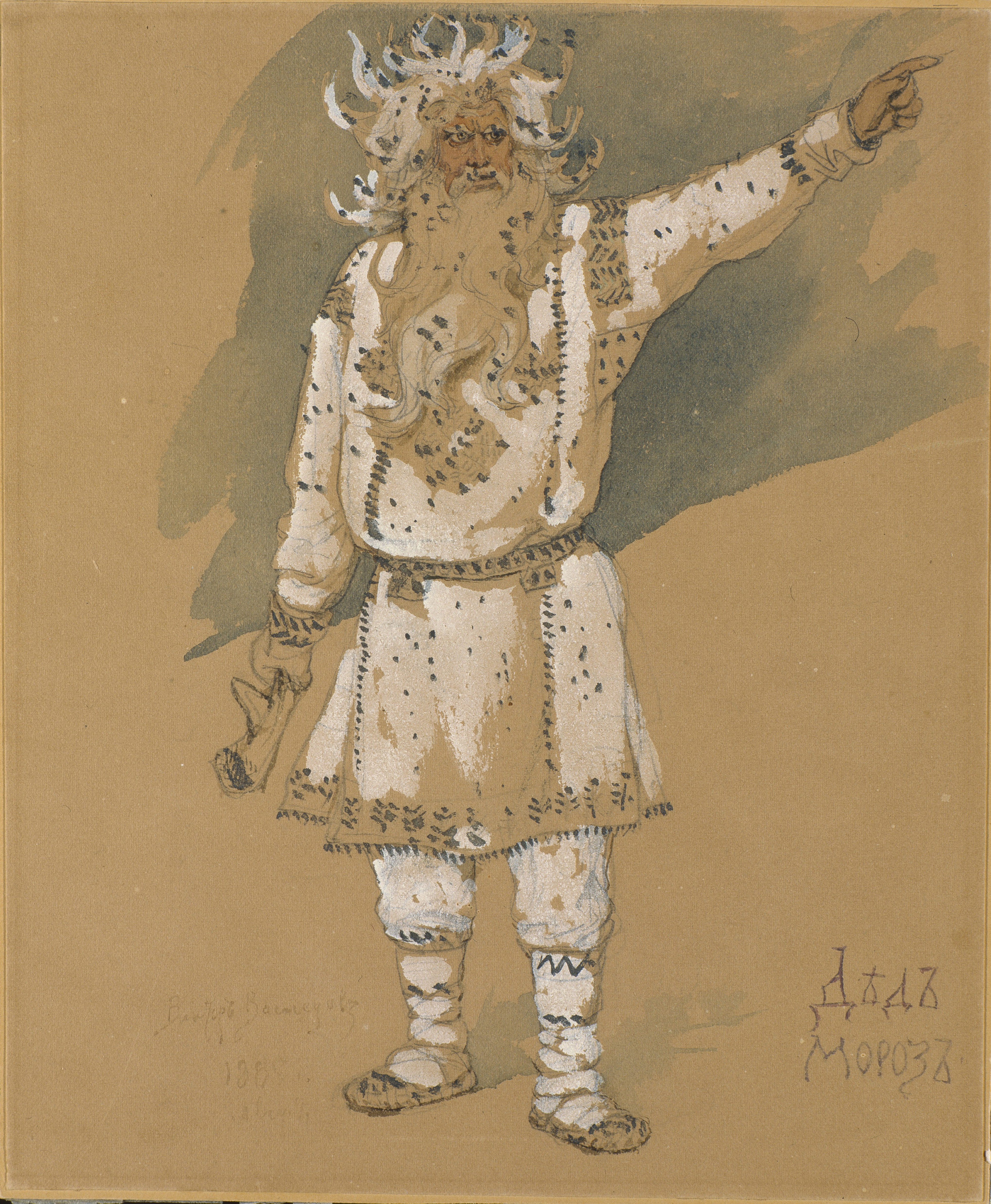
Orosz Gyed Maróz Дед Мороз (Fagy apó) ábrázolás, 1885

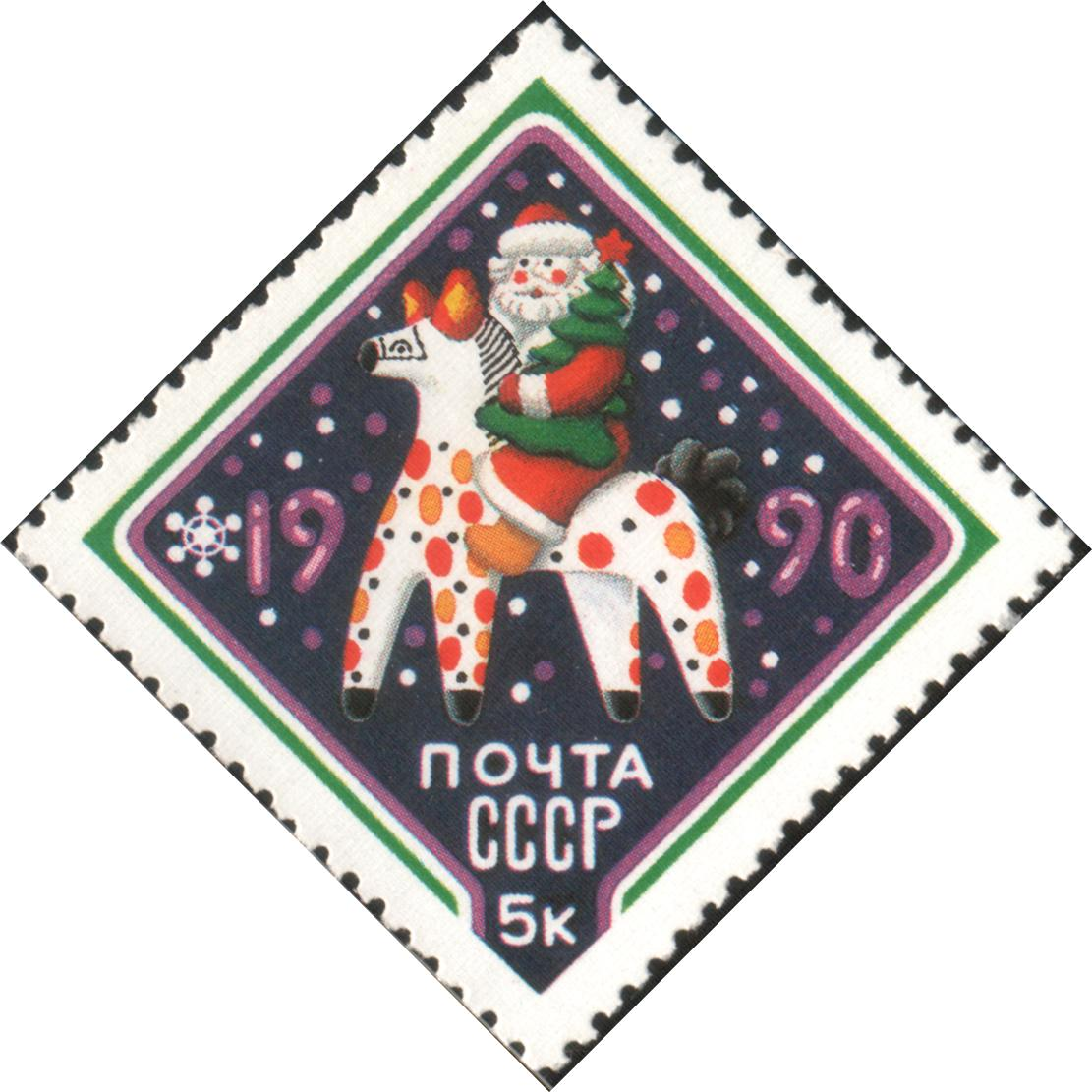
Kedves Télapó figura szovjet bélyegen (1990)

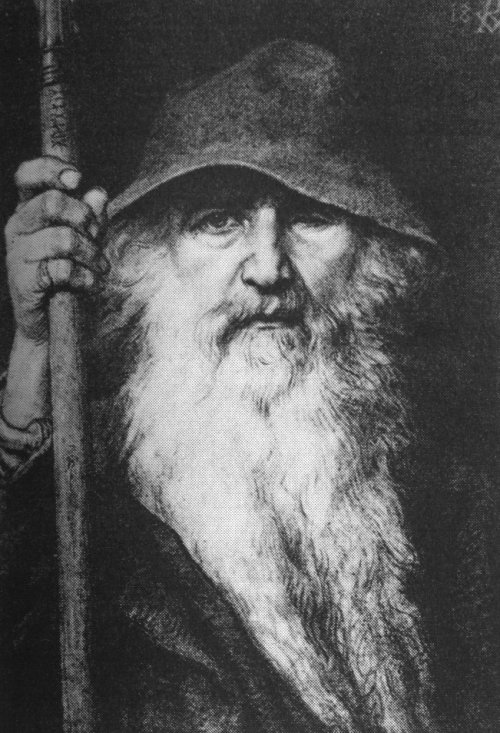
Georg von Rosen: Odin, mint zarándok, 1886

A bojtos sapkás Télapó Magyarországon a püspöksüveges Mikulás alakjával egybemosott képzeletbeli, de eredetét tekintve nem a keresztény néphagyományban meghonosodott mesefigura az alapvetően keresztény ihletésű karácsonyi ünnepkörben. A „Télapó” alakjának és különböző kultúrkörök hagyományaiból összegyúrt legendájának mai formája fokozatosan alakult ki a különböző európai népek mitológiáiból. Végül Moritz von Schwind német festő és meseillusztrátor képzelete nyomán – 1847-ben nyerte el végső formáját, a hosszú, fehér szakállas, piros ruhás, csuklyás, köpenyes, testes alakját.

## Története
A téli ünnepek ajándékozó lényeinek nagyon régi hagyománya van egész Európában: 'Frau Holle', 'Père Noël', ’Fagy apó’, ’Tél apó’ olyan mesealakok, akik részben szerencsét hozó és ajándékozó, részben ijesztő és démonikus lények. A rémisztően fagyos alakot a germán főisten, Odin továbbélésének tekintik, akinek kettőssége, a jó és a rossz mutatkozik meg a december 6-i szokásokban: jóságos arccal ajándékot oszt, míg büntető segédei ijesztgetnek. Odinnak több elnevezése volt, „Hosszú Szakállúként” is emlegették, akinek volt egy lova, a nyolclábú Sleipnir és hatalmas távolságokat tudott megtenni vele. A német néphagyomány szerint a gyerekek Odin lovának, Sleipnirnek tettek ki csizmácskáikban a kémény mellé szalmát és répát, Odin pedig hálából ajándékokat hagyott benne nekik. Az északi fagyos tél démona a skandináv kultúrkörben a téli napforduló központi alakja a Yule-bak (Yule Goat), Julbukk, Julbock-nak nevezett mesefigura hoz ajándékot. Ennek leghíresebb változata, a lappföldi Joulupukki, akinek figurája egyértelműen azonosult a Télapó alakjával.
A magyar falvakban egészen a 20. század utolsó harmadáig élt a "miklósolás", a lánccsörgető alakoskodás szokása, amit végül kiszorított a jóságos keresztény Mikulás.
A hagyományok alapján régebben ismert „Mikulás” elnevezés a képzeletbeli ajándékosztó elnevezésére, a háromkötetes etimológiai szótár (TESZ) szerint, 1856-tól eredeztethető és egy olyan „lény”, illetve mesealak elnevezése, aki december 6-án, Szent Miklós napján megajándékozza a gyermekeket.
Szélesebb körben Télapó magyarországi elterjedése az 1950-es évekre tehető. A szovjet import Télapó (Gyed Moroz), illetve a már korábban is létező kifejezés kizárólagossá tétele a Rákosi-korszakban történt meg Magyarországon. 1949-ben még "Mikulás-vásár"-ról írt a kommunista párt lapja, a Szabad Nép, de aztán jött az 1950-es december 5.
"Télapó"-ünnepélyt rendeznek "december 5-én az óvodákban és az általános iskolákban. Az ünnepi műsorszámokban a Szülői Munkaközösség tagjai és az általános iskolák felsőtagozatú növendékei szerepelnek. A Szülői Munkaközösség tagjai a műsor után, megajándékozzák a gyermekeket.
A rendszerváltozás után, amerikai mintára a mai modern Télapó figurájának szerves részévé vált, hogy rénszarvasok vontatta repülő szánon jár. A finn gyerekek meg vannak győződve róla, hogy az ajándékot osztogató, jóságos téli szellem hazája az Északi-sark, amelyet csak decemberben hagy el, hogy rénszarvasoktól húzott repülő szánján meglátogassa az egész világ jó gyermekeit. Feladatát elvégezvén egy évre újra visszatér a Sarkvidékre.

## A Télapó szó eredete

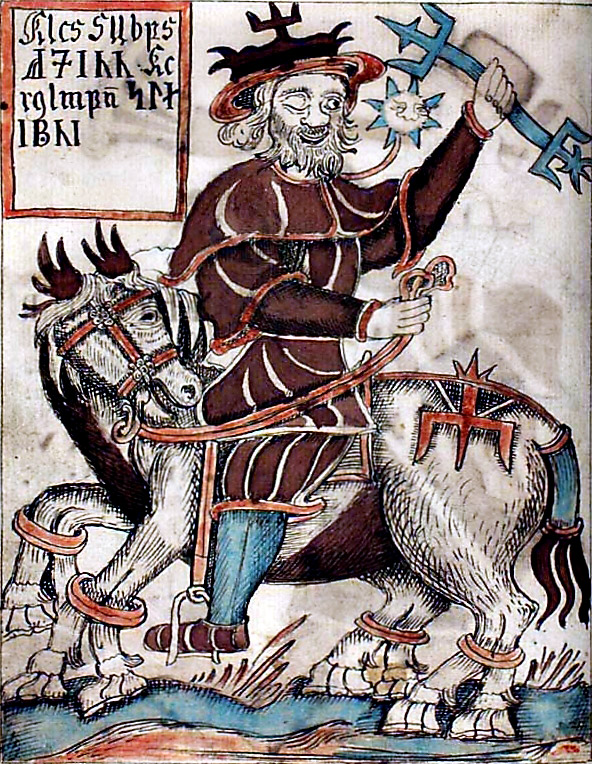
Télapó alakjának pogány mintája Odin és csodalova Sleipnir a skandináv mitológiából

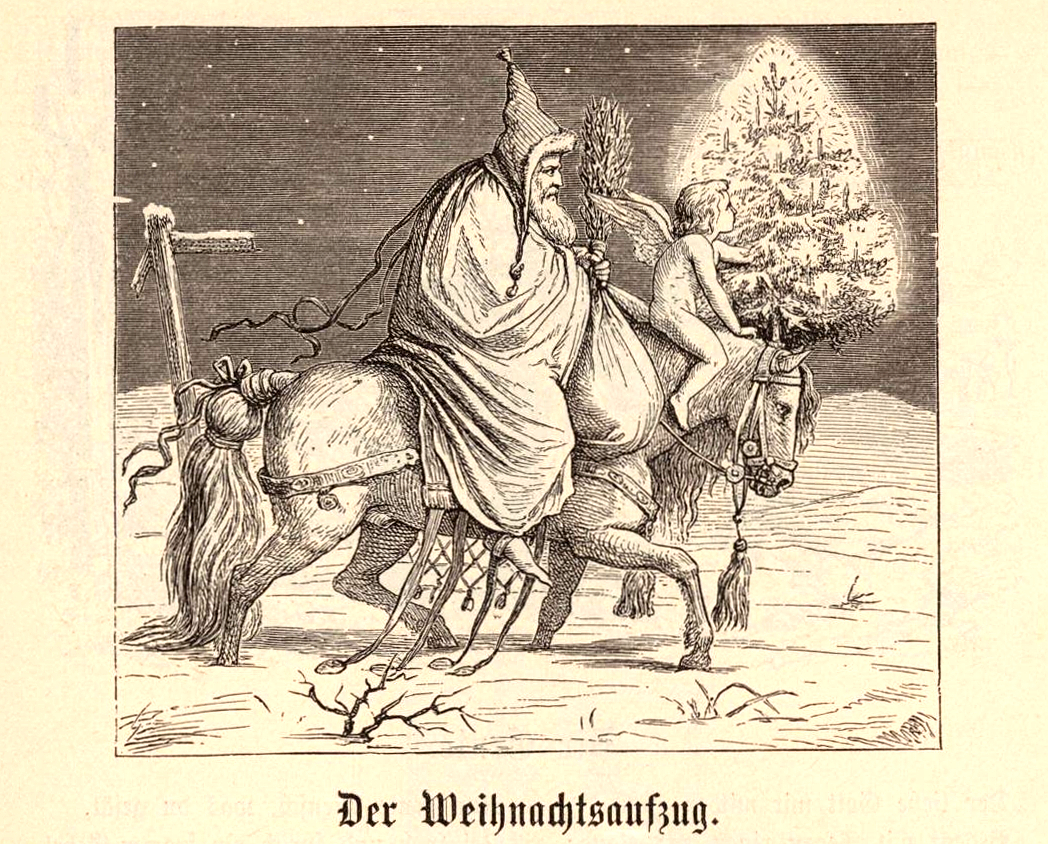
19. századi német illusztráció, Télapó és Jézuska (Knecht Ruprecht und das Christkind)

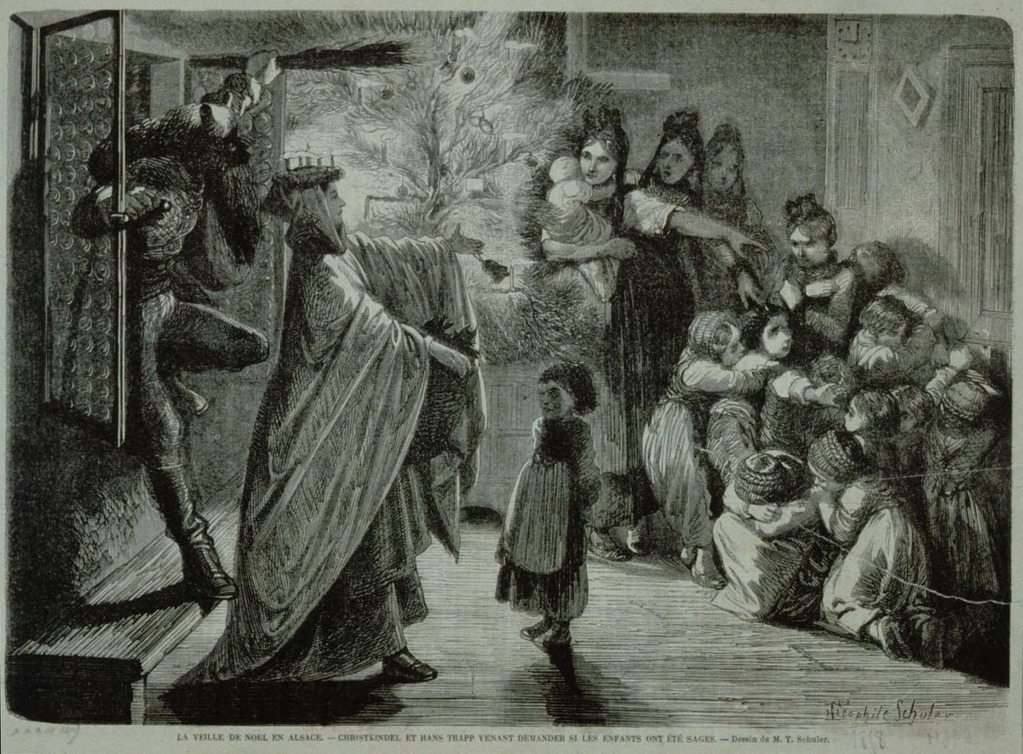
Christkindel és Hans Trapp, francia illusztráció 1858

Egy 16. századból eredő hagyomány szerint Németországban, a kolostorok iskoláiban, minden év december 6-án egy napra mindig megfordult a rend és a diákok közül egy fiút "püspökké" választottak. Az ifjú püspöknek versekbe szedett prédikációt kellett tartania a kolostor lakói számára, majd egyfajta "körmenetet" is kellett tartani településen, házról házra járva áldást osztva. A diákpüspököt szentek, angyalok, ördögök, királyok kísérték.
A reformáció idején a protestáns országokban a katolikus szentté avatott Szent Miklós helyett igyekeztek megszabadulni a szent alakjától, így például Luther a „Heiliger Christ”-alakkal próbálta helyettesíteni az ajándékosztó apó figuráját. A köztudatba protestáns körökben, az ajándékozó Mikulás helyére a kisded Jézuska került. Mária Terézia idején már az egész Monarchia területén ismert volt a Kisded, illetve Jézuska kultusza. A magyar Mikulás elnevezés alapja a Miklós név szlovák változata. A köztudatban a december 6-án tartott Mikulás ünnep Magyarországon hagyományos elnevezésének számít a Télapóval szemben. A népszokás és a Mikulás kifejezés a 19. század legvégén érkezett Magyarországra, ezért a keresztény gyökerű Mikulás-ünnep hagyománya harminc-negyven évvel idősebb, mint a Télapó-ünnep teljesen vallástalan hagyománya.
Elterjedt nézet, hogy a magyar „Télapó” szó akkor keletkezett mesterségesen, amikor az 1950-es évek kommunista vallásellenessége miatt teljesen le kívánták cserélni a „Mikulás” elnevezést az állami iskolai és óvodai rendezvényeken, és helyette a szovjet-orosz kultúrkör orosz: Дед Мороз ’Fagy apó’ tükörfordítását a Télapó elnevezést használták az államosított óvodákban és iskolákban, illetve a vallástalan családoknál.

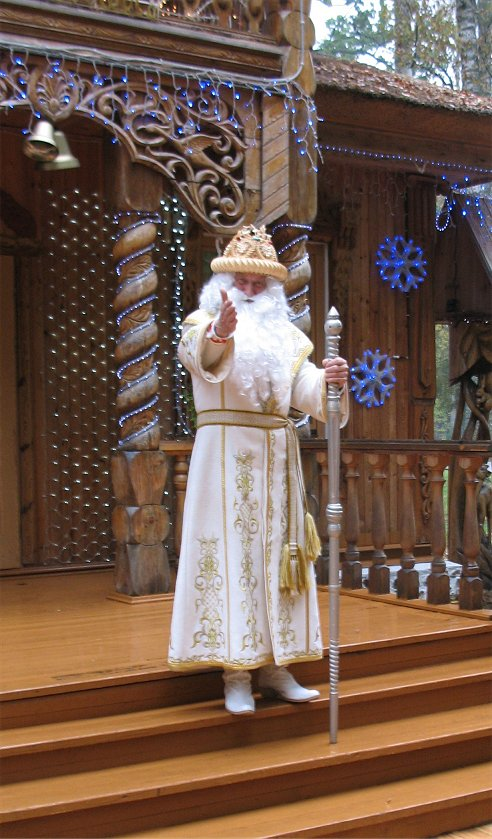
Belorusz Дзед Мароз

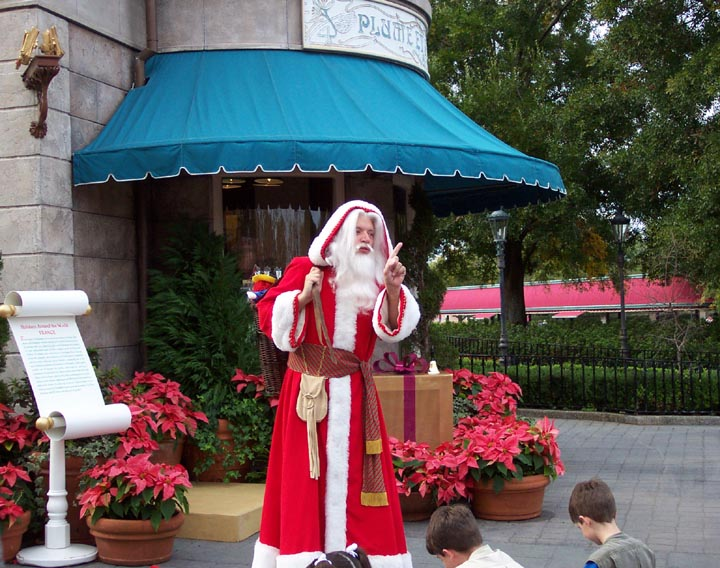
A francia Télapó neve: Père Noël

A szó azonban az MTA Nyelvtudományi Intézetének gyűjtése szerint már létezett jóval korábban is, nem „mesterségesen” keletkezett, mai jelentését pedig fokozatosan vette fel, és továbbra is átalakulóban van. Tél apót, így, különírva már Arany János ismerte és Téli vers című művében le is írta, Mikszáth Kálmán is használta műveiben, 1893-ban Gyulai Pál is, nála még szintén külön írva fordul elő. 
Ej, ej, garázda tél apó!

Ki ördög hítta kelmedet,

Hogy sz. Mártonnap tájba' hó

Borítja házi telkemet?

[…]
Azonban 1895-ben Komjáthy Jenőnél már a verscím is egy egybeírt „Télapó”. 
Télapónak hó szakálla

Feje tarkó, ing a lába,

Lehe jégcsap, képe ráncos,

Járja a haláli táncot.

Zúz a szárnya, bús az árnya,

De a táncot egyre járja.'
1914-ben Krúdy Gyula és Szabó Dezső pedig a fekete csontkeretes szemüvegű, magános öregúr és a görnyedt, szakállas öregúr leírásánál a már kialakult sztereotípiára támaszkodik: „mint a kalendáriumbeli télapó”, „tél-apó szakállú”. Ezzel párhuzamosan még más szerepben is jelen van, például József Attilánál.
Szeretném, ha vadalmafa lennék,

Mi ha majd egykor kiszárad

És a tél apó kivágat,

Lángjaival felszárítná

Könnyeit a bús árváknak.
A szó használatában a szovjet-orosz hatás 1927-ben mutatható ki először egy orosz film, a „Télapó” című mesejáték kapcsán. 1933-ban jelent meg „A Télapó az óvodában. Téli óvodai foglalkoztatáshoz való gyakorlati anyag” című pedagógiai segédlet, ami szintén a „Télapó” szó akkori meglétéről tanúskodik.
Kiss Lajos nyelvész, szlavista, a nyelvtudományok kandidátusa és doktora 1962-ben a Mikulás és a Télapó alakjának összefonódását az utóbbi évek új fejleményeként tárgyalta és a Nyelvőr 86. számában megjelent, "Mikulás, télapó, krampusz" című tanulmányában, az orosz Дед Мороз ’Fagy apó’ alakjával való összefüggést is felvetette.

## Különböző elnevezései
A Télapó elnevezései a világ népeinél:

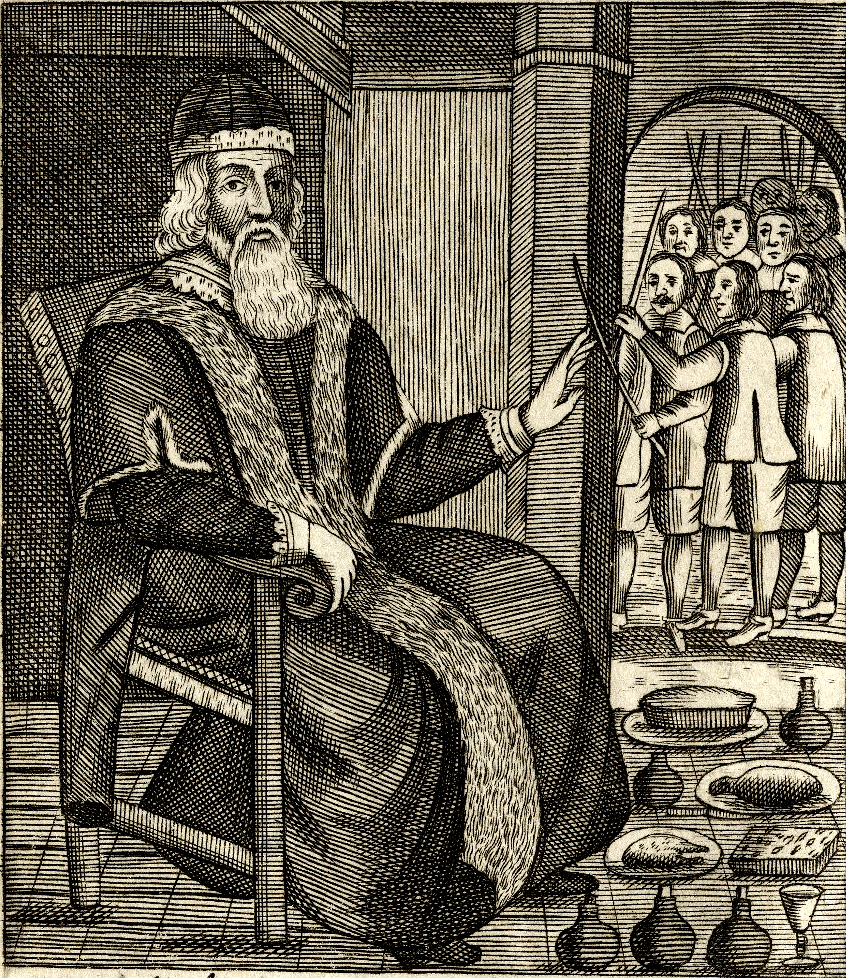
Father Christmas, illusztráció Josiah King’s The Examination and Tryal of Father Christmas című műből (1687)

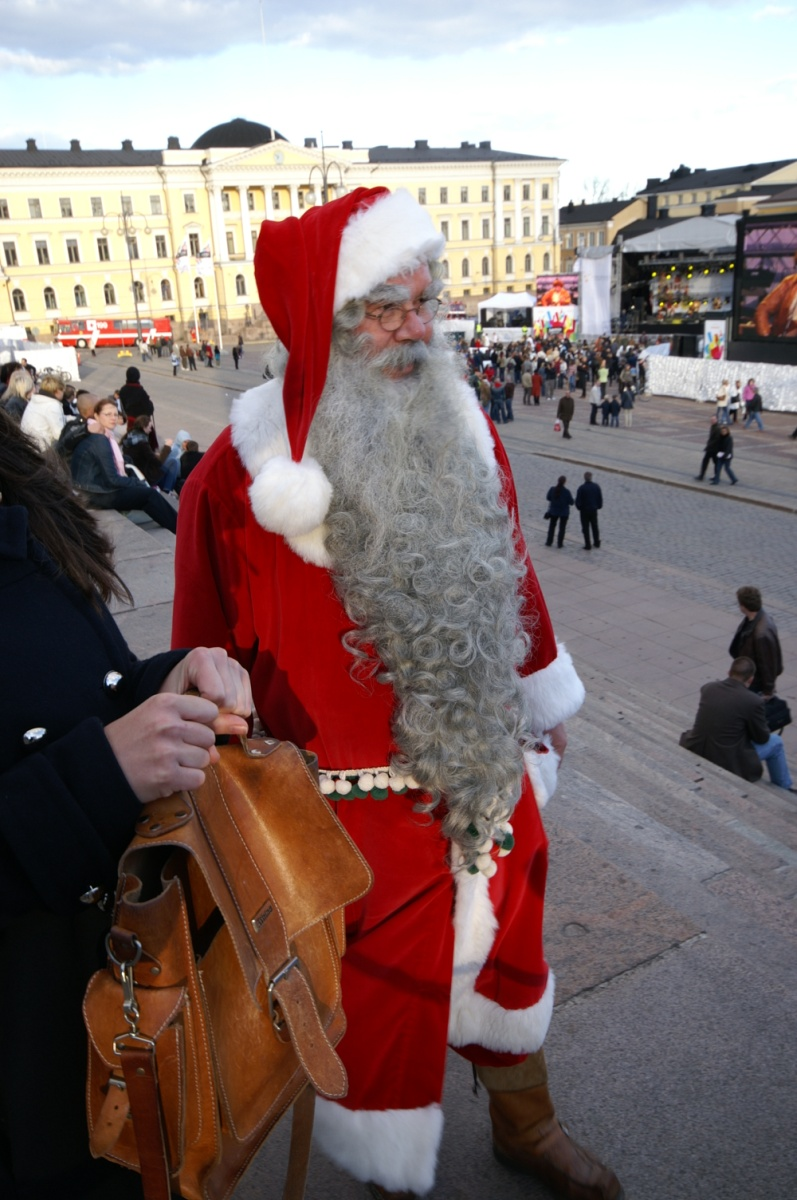
A lappföldi Joulupukki

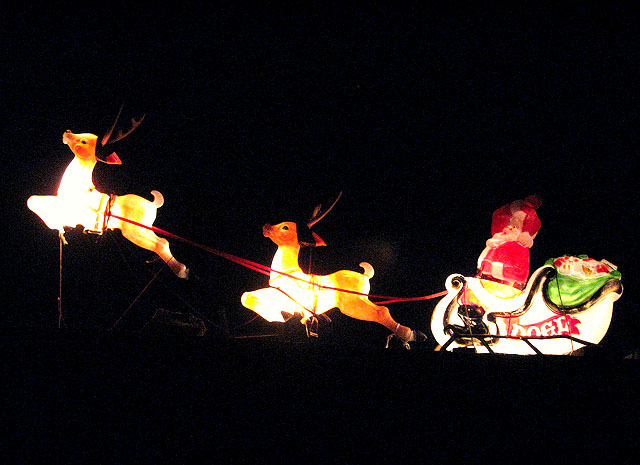
Az "igazi" Télapó, Joulupukki szánját rénszarvasok repítik

- Német nyelvterületen a Weihnachtsmann (szó szerinti fordításban Karácsonyapó) a neve.
- Angol nyelvterületen Father Christmas.
- Francia nyelvterületen Père Noël.
- Amerikában a magyar elnevezéssel rokon, Szent Miklósnak megfelelő Santa Claus.
- Svédországban a Jultomten manó hozza az ajándékokat.
- Dániában a Julemand, a Karácsonyember látogat és Grönlandon lakik.
- Az "igazi" Télapó, Joulupukki Finnországban, a Lappföldön lakik.
- Hollandiában a „Sint(er) Klaas”-nak nevezett Mikulás fehér lovon jár.
- Olaszországban Babbo Natale (és vízkeresztkor egy nő: Befana, az ajándékozó).
- A spanyol kisgyerekek a napkeleti bölcsektől (Háromkirályok: Los Reyes Magos) vagy a Télapótól (Papá Noel) várják az ajándékot.
- Portugáliában ilyenkor Télapó és Karácsonyapó is dolgozik.
- Szlovéniában Dedek Mraz a Télapó neve.
- Mexikóban Niño Dios a kis Jézus ajándékoz
- Costa Ricában és Kolumbiában El Niño, a Jézuska veszi az ajándékokat,
- Brazíliában és Peruban a Papa Noel a Karácsonyapó.
- A hideg Oroszországban ilyenkor Gyed Moroz, a "Fagy Apó", illetve a Fagyok Nagyapja ajándékoz, aki Babuskával és unokájával Sznyegurocskával "Hóleány" jár.
- Lengyelországban a Święty Mikołaj látogatja meg a gyerekeket.

## Gyermekdalok

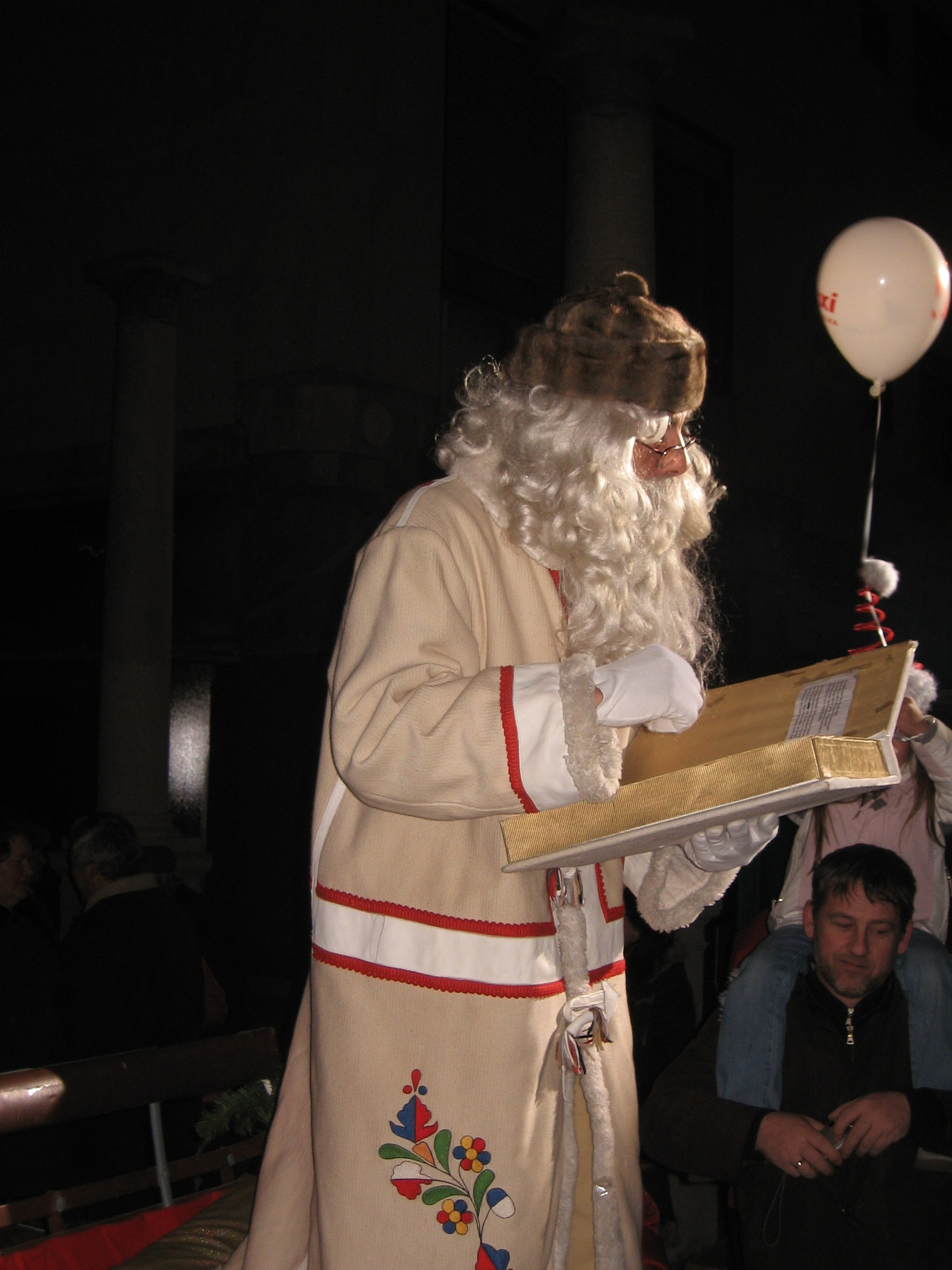
A szlovén gyerekek Télapója, Dedek Mraz

A legnépszerűbb Télapóról szóló gyermekdal, a Hull a pelyhes fehér hó szövegírója a híres Lenin-dal szövegét is megalkotó Rossa Ernő dalszövegíró, karnagy, zenepedagógus, zeneszerző volt, aki az 50-es és 60-as években olyan dalok szerzője volt, mint a Munkásőrinduló, a Dal a felszabadulásról, a Harsan a kürtszó, a Már pirkad a hajnal, az Előkelőek nem vagyunk című ismert mozgalmi dalok.
Hull a pelyhes fehér hó,
jöjj el kedves Télapó.
Minden gyermek várva vár,
vidám ének hangja száll.
Van zsákodban minden jó,
piros alma, mogyoró.
Jöjj el hozzánk, várunk rád,
kedves öreg Télapó!
Nagy szakállú Télapó,
jó gyerek barátja.
Cukrot, diót, mogyorót
rejteget a zsákba.
Amerre jár reggelig,
kis cipőcske megtelik.
Megtölti a Télapó,
ha üresen látja.
(Dallama: Wolfgang Amadeus Mozart: Variációk egy francia gyermekdalra, Köchel-jegyzék 265., Ah! vous dirai-je, maman)
Télapó itt van,
Hó a subája,
Jég a cipője,
Leng a szakálla,
Zsák, zsák, teli zsák,
Piros alma, aranyág.
Két szarvas húzta
Szán repítette,
Gömbölyű zsákját
Száz fele vitte.
Zsák, zsák, teli zsák,
Piros alma, aranyág.